# 포타시코프
포타시코프(영어: PotashCorp)는 캐나다의 비료 회사이다.